# Sheffield Shield 2021/22
Der Sheffield Shield 2021/22 war die 120. Saison des nationalen First-Class-Cricket-Wettbewerbes in Australien, der vom 24. September 2021 bis zum 4. April 2022 ausgetragen wurde. Nach dem Ausfall mehrerer Spiele auf Grund der COVID-19-Pandemie konnte sich im Finale Western Australia gegen Victoria durchsetzen.

## Format
Die Mannschaften spielten in einer Division gegen jede andere jeweils zwei Spiele. Für einen Sieg erhielt ein Team zunächst 6 Punkte, für ein Unentschieden (beide Mannschaften erzielen die gleiche Anzahl an Runs) 3 Punkte. Wurde kein Ergebnis erreicht und das Spiel endet Remis bekamen beide Mannschaften 1 Punkt. Zusätzlich bestand die Möglichkeit in den ersten 100 Over des ersten Innings Bonuspunkte zu sammeln. Dabei wurden pro Run die mehr als 200 Runs erzielt werden 0.01 Batting-Bonuspunkte verteilt, jeweils 0.5 Bowling-Bonuspunkte gab es für das Erreichen des 5, 7, 9 Wickets. Des Weiteren war es möglich das Mannschaften Punkte abgezogen bekamen, wenn sie beispielsweise zu langsam spielten oder der Platz nicht ordnungsgemäß hergerichtet war. Da nicht alle Spiele bestritten werden konnten, wurde der Punkte-Durchschnitt als Maßstab genommen. Am Ende der Saison wurde ein Finale der besten beiden Mannschaften ausgetragen, dessen Sieger der Gewinner des Sheffield Shields war.

## Resultate
Tabelle
| Teams             | Sp. | S | N | U | R | NR | Bat  | Bow | Ded | Ave  | Punkte |
| ----------------- | --- | - | - | - | - | -- | ---- | --- | --- | ---- | ------ |
| Western Australia | 7   | 3 | 2 | 0 | 2 | 0  | 6.62 | 6.2 | 0   | 4.69 | 37.51  |
| Victoria          | 7   | 3 | 1 | 0 | 3 | 0  | 3.77 | 5.4 | 0   | 4.31 | 34.48  |
| Tasmanien         | 8   | 3 | 3 | 0 | 2 | 0  | 5.19 | 5.9 | 0   | 3.89 | 34.98  |
| New South Wales   | 7   | 2 | 3 | 0 | 2 | 0  | 1.7  | 5.8 | 0   | 3.07 | 24.57  |
| Queensland        | 9   | 2 | 3 | 0 | 4 | 0  | 3.83 | 7.4 | 0   | 3.03 | 30.26  |
| South Australia   | 8   | 1 | 2 | 0 | 5 | 0  | 4.96 | 5.7 | 0   | 2.71 | 24.37  |

### Finale
| 31. März – 3. April Scorecard | Perth | Western Australia 386 (121.1) & 400-7 (163) | – | Victoria 306 (105.2) |
|                               |       | Remis                                       |   |                      |

Western Australia gewann den Titel, da es mehr Bonus-Punkte als Victoria im ersten Innings gewann.